# Masdevallia dalessandroi
Masdevallia dalessandroi är en orkidéart som beskrevs av Carlyle August Luer. Masdevallia dalessandroi ingår i släktet Masdevallia och familjen orkidéer. Inga underarter finns listade i Catalogue of Life.